# Gauchergasilus euripedesi
Gauchergasilus euripedesi is een eenoogkreeftjessoort uit de familie van de Ergasilidae. De wetenschappelijke naam van de soort is voor het eerst geldig gepubliceerd in 1980 door Montú.